# مصيدة سياحية

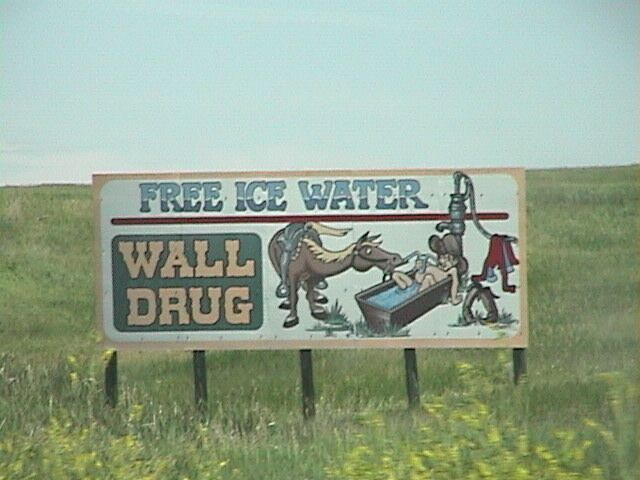
لوحة اعلانية تعلن عن منتجات "وال درج"

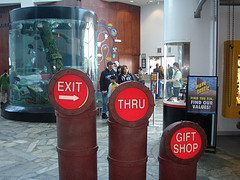
إشارات الاتجاه إلى محل بيع الهدايا والمخرج، حوض سمك ريبلي، شاطئ ميرتل

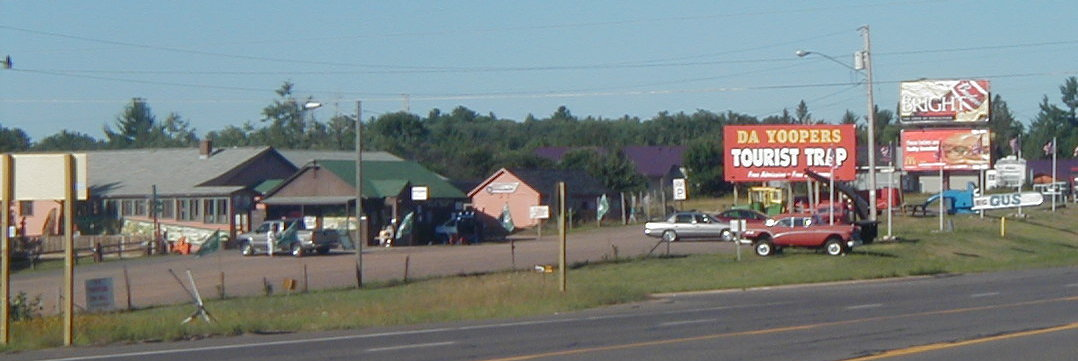
"المصيدة السياحية دا يوبرز" في ولاية ميشيغان العليا

المصيدة السياحية هي مؤسسة (أو مجموعة مؤسسات) تم إنشاؤها أو إعادة استعمالها بهدف جذب السياح وأموالهم. توفر الفخاخ السياحية عادةً خدمات، ترفيه، وطعام، وتذكارات وغيرها من المنتجات للسائحين لشرائها بأثمان باهظة. تنبع مصيدة السائحين من تفاوت المعلومات بين السائحين والسوق المحلي الذين يزورونه والذي لا يعرفون عنه الشيء الكثير.

## الولايات المتحدة
في بعض المناطق، قد تكون المرافق البسيطة عامل جذب كافٍ لإغراء السياح للتوقف. بدأت وال درج (Wall Drug)، في ولاية ساوث داكوتا، تجارتها السياحية من خلال تقديم مياه مثلجة مجاناً.
تمثل بريزوود بولاية بنسلفانيا مصيدة سياحية مادية عند تقاطع الطريق السريع 70 والطريق السريع 76، حيث لا يوجد اتصال مباشر بين الطريقين السريعين الرئيسيين؛ مجبراً السائقين العابرين للخروج من الطريق السريع فجأة إلى العديد من إشارات المرور، محطات الوقود ومطاعم الوجبات السريعة والموتيلات." 
«جنوب الحدود» هو نقطة جذب على الطريق I-95 السريع، طريق الولايات المتحدة 301 السريع والولايات المتحدة 501 في ديلون، ساوث كارولينا، جنوب رولاند، نورث كارولينا. سميت بهذا الاسم لأنها تقع جنوب الحدود بين نورث كارولينا وساوث كارولينا، وكانت نقطة منتصف الطريق إلى فلوريدا من نيويورك في الأيام الأولى للسفر بالسيارات. تم تصميم المنطقة بطريقة ساخرة على طراز مكسيكي زائف. تحتوي منطقة الاستراحة على مطاعم ومحطات وقود وأروقة لعب أركيد، ونزل ومحطة شاحنات بالإضافة إلى مدينة ملاهي صغيرة، ملعب جولف مصغر، متاجر للتسوق والألعاب النارية. التميمة الخاصة بها هي بيدرو، وهو كاريكاتور لقاطع طريق مكسيكي! تشتهر «جنوب الحدود» باللوحات الإعلانية على جانب الطريق، والتي تبدأ على بعد أميال عديدة من المنطقة نفسها، وتتضمن عدًا تنازليًا للأميال. منذ ذلك الحين، تدهورت المنطقة بسبب نمو مناطق فنادق حديثة على طول I-95.
أصبح مطعم أليس، وهو مطعم في سكاي لوندا بولاية كاليفورنيا، والمسمى على اسم مؤسسته أليس تايلور، مصيدة سياحية بالخطأ بعد أن أصدر المغني أرلو جوثري أغنيته المميزة التي تحمل نفس الاسم، والتي كانت مبنية على مطعم في ماساتشوستس لا صلة له به تمامًا والذي أنشأه أليس مختلف. بعد أن باعت تايلور المطعم، قام خلفاؤها بتصميم المطعم على نمط الأغنية، مضيفين "مقعد Group W" على سبيل المثال، بعد أن أدركوا أن التشابه الاسمي أفاد العمل. " 
تفتخر بعض المؤسسات بمصطلح المصيدة السياحية وتشتمله في أسمائها، مثل «مصيدة دا يوبرز السياحية»،  الذي تديره فرقة دا يوبرز الكوميديا في شبه الجزيرة العليا في ميشيغان، و «المصيدة السياحية» في بحيرة ديب كريك بولاية ماريلاند.

## أنظر أيضا
- قوائم مناطق الجذب السياحي
- جذب سياحى